# デリック・ウィリアムス (サッカー選手)
デリック・ショーン・ウィリアムス（Derrick Shaun Williams、1993年1月17日 - ）は、ドイツ・ハンブルク出身の元アイルランド代表サッカー選手。アトランタ・ユナイテッドFC所属。ポジションはDF。

## 生い立ち
ドイツのハンブルク生まれで、父はアメリカ軍の軍人、母はアイルランド人であった。ドイツとアメリカ合衆国に住んだ後、7歳の時にアイルランドのウォーターフォード県にあるトラモアに引っ越し、そこで子ども時代を過ごした。

## 経歴

### クラブ
アストン・ヴィラFCのアカデミーで育成され、2012年12月1日のクイーンズ・パーク・レンジャーズFC戦でトップチームデビューを果たした。
2013年6月24日、出場機会を求めブリストル・シティFCに3年契約で移籍。
2016年8月26日、ブラックバーン・ローヴァーズFCに3年契約で移籍。
2021年3月4日、ロサンゼルス・ギャラクシーに移籍。
2022年11月10日、D.C. ユナイテッドに移籍。
2024年1月12日、アトランタ・ユナイテッドFCに移籍。

### 代表
ドイツのハンブルクにて、アメリカ人の父とアイルランド人の母との間に生まれた関係で、ドイツ・アメリカ・アイルランドいずれかの代表を選ぶ権利を持っていた。
最終的にアイルランド代表でプレーすることを選び、年代別代表を経て2018年5月のフランス代表戦でフル代表デビューを果たした。2019年11月14日のニュージーランド代表戦で初ゴールをマーク。

## タイトル

### クラブ
ブリストル・シティ
- EFLトロフィー: 2014–15[9]
- フットボールリーグ1: 2014–15[10]